# Sources arabes sur les croisades
 (février 2024).
Les sources arabes sur les croisades ont longtemps été négligées dans l'historiographie occidentale. Les ouvrages de l'écrivain franco-libanais Amin Maalouf, Les Croisades vues par les Arabes et Léon l'Africain, ont relancé l'intérêt pour ces documents.
D'après l'historien Richard Fletcher : « Pour les écrivains islamiques contemporains [des faits], les croisades n’étaient guère que des escarmouches qui infligeaient des piqûres d’épingle aux confins du monde islamique. » En fait, il faut distinguer les États et dynasties musulmans de Syrie et d'Égypte pour qui les Francs étaient des adversaires (et parfois des alliés) directs des autres royaumes du monde musulman (Mésopotamie, Perse, Asie centrale, Maghreb) pour lesquels la réflexion de R. Fletcher s'applique davantage.
Car, pendant ces croisades, il se passe bien d'autres événements dans le monde musulman. D'abord, les Turcs seldjoukides continuent de conquérir ce qui reste de l’Empire byzantin : avec la bataille des Mille Têtes en 1176 (bataille de Myriokephalon), Byzance perd définitivement sa puissance militaire.
Ensuite, pendant toute cette période, le monde musulman est secoué par diverses factions et chefs de guerre qui se taillent des empires les uns sur les autres : les 4 branches seldjoukides, les 6 branches ayyoubides, les Mamelouks, les Ismaéliens, les Chiites, etc. Sans compter les guerres de succession dans lesquelles frères, oncles et neveux se déchirent.
Enfin, le monde musulman fait face à la même époque à une autre offensive : l’irruption des armées mongoles de Gengis Khan. En 1258, les Mongols s’emparent de la capitale, Bagdad, pillent la ville, massacrent le calife et une partie de sa famille, une autre se réfugiant en Égypte. C’est la fin de la dynastie des Abbassides.

### Sources traduites en français
- Jean-Jacques Chaud (textes recueillis par), Chroniques arabes des croisades, Paris : Sinbad 1977
- Imād al-Dīn al-Isfahānī al-Kātib, Muhammad ibn Muhammad, traduit par Henri Massé, Conquête de la Syrie et de la Palestine par Saladin, Paris : Geuthner 1972
- Ibn Jobair traduit par Maurice Gaudefroy-Demombynes, Voyages, Paris, Geuthner, 1949-1954
- Al-Makin Ibn Al-Amid traduit par A.-M. Eddé et Fr. Micheau, Chronique des Ayyoubides, Paris : Geuthner 1994
- Recueil des historiens des croisades. Historiens orientaux, Académie des inscriptions et belles-lettres, Paris 1887, Lire en ligne
- Ibn al-Qalânisî traduit par Roger Le Tourneau, Damas de 1075 à 1154, Damas, Institut français de Damas, 1952
- Usâma ibn Munqidh (1095-1188) traduit par André Miquel, Des enseignements de la vie. Kitâb al-I’tibâr. Souvenirs d’un gentilhomme syrien du temps des Croisades. Paris, Imprimerie nationale, 1983. chroniqueur syrien prince du Chayzar sur l'Oronte (un mémoire lui est consacré à sa vision sur les Francs à l'université d'Artois-Arras. 2006).
- Anne-Marie Éddée, Françoise Micheau, L'Orient au temps des croisades, recueil de textes traduits et annotés.

### Études
- Anne-Marie Eddé
  - Claude Cahen et les sources arabes des croisades, Arabica, 1996, vol. 43, no. 1, pp. 89-97
  - « Les Francs dans les sources arabes à l'époque des croisades », in Islam et Monde latin (milieu Xe - milieu XIIIe) : Espaces et enjeux, Paris : ADHE, 2001
- Amin Maalouf, Les Croisades vues par les Arabes, Paris : J.-C. Lattes, 1992,  (ISBN 2290119164)
- Françoise Micheau, « Croisades et croisés vus par les historiens arabes chrétiens d’Égypte », in Itinéraires d’Orient. Hommages à Claude Cahen, Res Orientales VI, 1994,  (ISBN 2-9508266-0-1)
- Marie-Odile Rousset, « L'islam et les croisades », in Le Levant, Histoire et archéologie du Proche-Orient, Cologne, Könemann, 2000, pp. 242-299
- Emmanuel Sivan, L'Islam et la Croisade : Idéologie et propagande dans les réactions musulmanes aux croisades Paris : A. Maisonneuve 1968
- J. Sauvaget, Historiens arabes, pages choisies et présentées par J. Sauvaget, ancien directeur de l'Orient musulman à l’École des hautes études en sciences sociales. A. Maisonneuve, Lib. d'Amérique et d'Orient, Paris, 1988